# Tephrosia sinapou
Tephrosia sinapou là một loài thực vật có hoa trong họ Đậu. Loài này được (Buc'hoz) A.Chev. miêu tả khoa học đầu tiên.